# Glaciar San Martín
El glaciar San Martín es un glaciar, que fluye hacia el oeste y divide en dos la Cordillera Argentina, en las montañas Pensacola. Fluye entre las colinas 
Panzarini y Schneider, hacia el glaciar Support Force (en Argentina, glaciares Les Eclaireurs y Punta Ninfas).

## Historia y toponimia
Fue cartografiado por el Servicio Geológico de los Estados Unidos a partir de relevamientos y fotos aéreas de la Armada de los Estados Unidos entre 1956 y 1967, y nombrado por el Comité Consultivo sobre Nomenclatura Antártica por el rompehielos argentino ARA General San Martín, que llevó a la primera dotación de la Base Belgrano I en la barrera de hielo Filchner-Ronne entre 1954 y 1955 e hizo numerosos viajes de relevo y reabastecimiento a las bases de la zona, incluyendo la Estación científica Ellsworth de Estados Unidos. El buque lleva el nombre del general rioplatense José de San Martín.
Fue visto desde el aire por la Unidad de Tareas 7-8 de la Armada Argentina que realizó el primer vuelo argentino al polo sur durante la campaña antártica argentina de verano de 1961-1962, llamándolo descriptivamente Valle Medio.

## Reclamaciones territoriales
Argentina incluye al glaciar en el departamento Antártida Argentina dentro de la provincia de Tierra del Fuego, Antártida e Islas del Atlántico Sur; y para el Reino Unido integra el Territorio Antártico Británico. Las tres reclamaciones están sujetas a los términos del Tratado Antártico.
Nomenclatura de los países reclamantes:
- Argentina: glaciar San Martín o valle Medio
- Reino Unido: San Martín Glacier